# 7,92 × 33 мм
7,92×33 мм (нем. 7,9 mm Kurzpatrone 43 или кратко нем. 7,9 mm Kurz) — германский 7,9-мм промежуточный патрон времён Второй мировой войны.

## История
Ещё в начале Второй мировой войны немецкие конструкторы начали разработку автоматического оружия под патроны, промежуточные по мощности между 9-мм пистолетным и 7,9-мм винтовочным патроном. Из нескольких опытных вариантов был принят 7,9-мм промежуточный патрон с длиной гильзы 33 мм (известный сейчас как 7,92×33 мм), разработанный в инициативном порядке немецкой фирмой «Polte» в Магдебурге. Патрон использовался для автоматов MKb.42(H), MKb.42(W), StG-44, StG 45(M) и Volkssturmgewehr 1-5.
Массовое производство патрона началось в 1942 году. Гильза представляла собой укороченную и переобжатую гильзу винтовочного патрона 7,9x57. Для снаряжения использовались стальные лакированные гильзы. Основная номенклатура включала одну единственную пулю — обыкновенную со стальным сердечником: при обозначении таких патронов добавлялось сокращение m.E. (нем. mit Eisenkern — «со стальным сердечником»). Оболочка пули стальная, плакированная снаружи томпаком, а изнутри томпаком или цинком. В оболочку помещён стальной незакалённый сердечник в свинцовой рубашке. Изначально сердечник имел точёную острую вершинку, но примерно с конца 1942 года изготавливался штамповкой и имел плоскую вершинку. Известна опытная партия патронов с трассирующей пулей. К концу войны проводились опыты по использованию более дешёвых пуль из эрзац-материалов: сплошные стальные штампованные, точёные и спрессованные из смеси металло-керамических порошков. Вспомогательные типы патронов включали учебные, холостые и гранатомётные (специальные холостые для метания дульных гранат).

## Обозначения и производство
В самой Германии калибр патронов и оружия (винтовочных, промежуточных и к ПТР) обозначался как 7,9 mm и только после войны добавились 0,02 мм, как было принято обозначать патроны германского образца в Чехословакии, Румынии и некоторых других странах — 7,92 mm.
Официальные военные обозначения у патрона были следующие (по хронологии утверждения):
- Maschinenkarabiner-Patr. S (S — нем. Spitzgeschoss) — «патрон к автоматическому карабину с остроконечной пулей», 1942.
- Pistolenpatrone 43 m.E. (сокр. Pist.-Patr. 43 m.E. и Pistolen-Patr. 43 m.E.) — «пистолетный патрон обр. 43 с пулей со стальным сердечником», 1943—1945.
- Kurzpatrone 43 m.E. (сокр. Kurzpatr. 43 m.E.) — «короткий патрон обр. 43 с пулей со стальным сердечником», 1945.

Производство патрона начал его разработчик из Магдебурга — Polte Armaturen-und-Maschinenfabrik A.G., Werk Magdeburg. Но в течение войны ещё не менее восьми производителей (в том числе и находившиеся на территориях оккупированных Чехословакии и Польши) подключились к выпуску.
В послевоенные годы разные производители периодически выпускали патроны как военного типа, так и для коммерческой продажи на рынке гражданского оружия. Патрон выпускался в следующих странах:
- Нацистская Германия
- Чехословакия — выпуск во второй половине 40-х годов.
- ГДР — выпуск в конце 50-х — начале 60-х годов.
- Югославия
- Испания — выпуск в начале 50-х годов.
- Португалия
- США — снаряжение патронов в оригинальные гильзы от европейских производителей, а также в переобжатые и обрезанные винтовочные (имеющие соответствующий диаметр корпуса).
- Сербия — в настоящее время на гражданский рынок предлагаются как сами патроны, так и их компоненты — отдельно пули и гильзы.

Помимо указанных выше, встречаются следующие наименования патрона:
- 7,92 Kz-43 (ГДР)
- 7,92 mm krátký náboj 43 (ЧССР)
- 7,9x33
- 8x33 (Португалия и др.)
- 7,9 mm Sturmgewehr

и др.